# Gangulfus

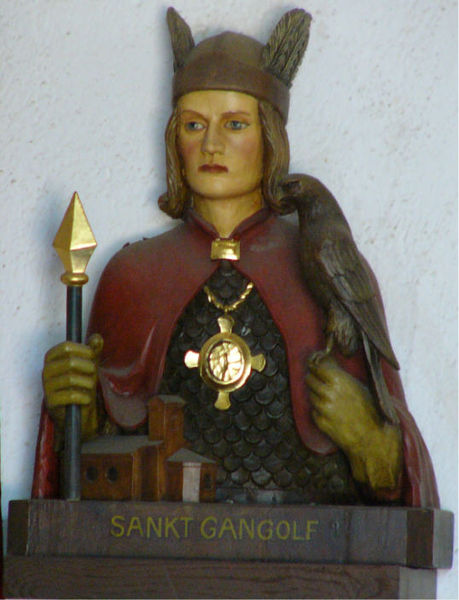
Heilige Gangulphus

Gangulphus (Varennes-sur-Amance bij Langres, 702 ? - Bourgondië, 11 mei 760), ook Gangolf of Gengulphus geheten, was een heilige en martelaar van de Rooms-Katholieke Kerk.

## Legende

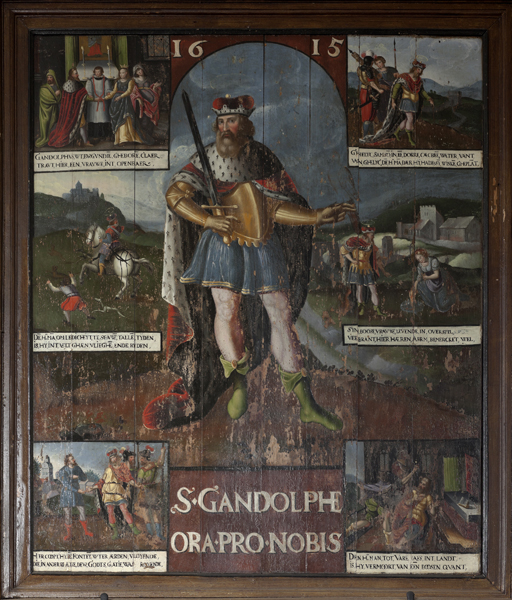
Scenes uit het leven van Gangulfus (met foutief onderschrift). Sint-Gangulfuskerk, Paulatem (Zwalm)

Hij was een grootgrondbezitter in Bourgondië tijdens de regeerperiode van Pepijn de Korte, zoals een vermelding in een akte uit 762 bewijst. Hij was ridder en hoveling. Volgens de legende was hij een vertrouweling van Pepijn de Korte, die op een van zijn jachttochten een miraculeuze bron ontdekt had. Toen Gangulphus vermoedde dat zijn vrouw hem bedroog met een priester en zijn vrouw dat ontkende, vroeg hij dat zij haar hand in de bron hield en haar hand en arm kwamen volledig verbrand uit de bron. Hij stuurde zijn vrouw weg en verbande de priester, maar die nam wraak en vermoordde Gangulphus.

## Patroon
Hij is de patroon van de leerbewerkers, schoenmakers, kinderen en paarden en wordt aangeroepen tegen kniepijnen, huid- en oogziekten en bij echtelijke moeilijkheden en overspel.

## Verering
Gangulphus' relieken werden overgebracht naar Varennes-sur-Amance in het bisdom Langres, waar zijn verering begon. Deze verspreidde zich later naar verschillende plaatsen in Frankrijk, Duitsland, de Lage Landen en Zwitserland.
Gangulphus komt voor op talrijke lijsten van martelaren in de 10e en 11e eeuw eerst in Frankrijk en Duitsland en later ook in Engeland en Italië. Zijn heiligenleven werd waarschijnlijk te Varennes geschreven.
Hroswitha van Gandersheim schreef een heiligenleven rond 960.

## Feestdag
Zijn feestdag is op 11 mei.